# Голуей
Голуей (на ирландски: Gaillimh, произнася се най-близко до Гальивь; на английски: Galway) е град в Западна Ирландия, провинция Конахт. Главен административен център на едноименното графство.
Разположен е при вливането на река Кориб в Атлантическия океан. Населението му е 72 414 жители според преброяването от 2006 г. Голуей е третият по население град в страната след столицата Дъблин и Корк.

## Спорт
В Голуей има 3 футболни отбора:
- ФК Голуей Юнайтед е дългогодишен участник в Ирландската висша лига.
- ФК Мървю Юнайтед е участник в ирландската Първа дивизия.
- ФК Солтхил Девън, от квартала Солтхил, е участник в ирландската Първа дивизия.

## Побратимени градове
- Кеймбридж, Масачузетс, САЩ
- Милуоки, Уисконсин, САЩ
- Олбор, Дания
- Сиатъл, Вашингтон, САЩ
- Сейнт Луис, Мисури, САЩ
- Чикаго, Илинойс, САЩ